# Monte Mario
Monte Mario er med sine 139 meter den højeste høj i Rom. Den ligger på den nordvestlige side af byen. Navnet kommer fra Mario Mellini, en kardinal, som i midten af det 15. århundrede ejede en villa der.
Den østlige del af højen er et naturreservat, mens der på den vestlige side nu ligger et eksklusivt kvarter. På toppen af højen ligger kirken og klostret for Santa Maria Rosario. På toppen ligger også Museo Astronomico Copernicano og Roms Astronimiske Observatorium. Tidligere lå Villa Pigneto bygget af Pietro da Cortona på højens side, men ruinerne herfra blev fjernet i det 19. århundrede.
En afdeling af Loyola University Chicago ligger på højen på Via Massimi.
Selvom højen er den højeste i det moderne Rom, er Monte Mario ikke en af de velkendte syv høje i Rom, da den ligger udenfor Roms grænser i oldtiden.

## Fodnoter
1. ↑  "a". Arkiveret fra originalen 2. april 2010. Hentet 11. juli 2008.